# Штефан Пош
Штефан Пош (нім. Stefan Posch; нар. 14 травня 1997, Юденбург) — австрійський футболіст, захисник італійської «Болоньї». На правах оренди грає за «Аталанту».

## Клубна кар'єра
Народився 14 травня 1997 року в місті Юденбург. Вихованець юнацької команди «Адміра-Ваккер». У квітні 2014 року він дебютував за дубль команди «Адміри» у Регіоналізі, вийшовши на заміну в матчі проти «Флорідсдорфера». 2015 року був включений до молодіжної команди німецького клубу «Гоффенгайм 1899», а з наступного року став грати за дубль команди у Регіоналлізі Південний захід.
28 вересня 2017 року дебютував за першу команду, зігравши проти болгарського «Лудогорця» (1:2) на груповому етапі Ліги Європи, а 14 жовтня 2017 року дебютував у Бундеслізі у грі проти «Аугсбурга» (2:2). Протягом п'яти сезонів відіграв за гоффенгаймську команду понад 100 матчів у Бундеслізі.
1 вересня 2022 року був орендований італійською «Болоньєю».

## Виступи за збірні
2012 року дебютував у складі юнацької збірної Австрії, взяв участь у 43 іграх на юнацькому рівні, відзначившись 9 забитими голами. У складі збірної до 19 років був учасником юнацького чемпіонату Європи 2016 року у Німеччині, де зіграв у всіх трьох матчах, втім його команда не вийшла з групи.
24 березня 2017 року дебютував у складі молодіжної збірної Австрії в товариській грі проти Австралії. Протягом трьох років на молодіжному рівні зіграв у 10 офіційних матчах.
Влітку 2019 року провів свою першу офіційну гру за національну збірну Австрії.
| Дата       | Місто                  | Господарі          | Результат | Гості             | Турнір                               | Голи | Примітки |
| ---------- | ---------------------- | ------------------ | --------- | ----------------- | ------------------------------------ | ---- | -------- |
| 10-6-2019  | Скоп'є                 | Північна Македонія | 1 – 4     | Австрія           | Відбір до ЧЄ 2020                    | -    | 46'      |
| 9-9-2019   | Варшава                | Польща             | 0 – 0     | Австрія           | Відбір до ЧЄ 2020                    | -    |          |
| 10-10-2019 | Відень                 | Австрія            | 3 – 1     | Ізраїль           | Відбір до ЧЄ 2020                    | -    | 48' 63'  |
| 13-10-2019 | Любляна                | Словенія           | 0 – 1     | Австрія           | Відбір до ЧЄ 2020                    | 1    |          |
| 19-11-2019 | Рига                   | Латвія             | 1 – 0     | Австрія           | Відбір до ЧЄ 2020                    | -    |          |
| 4-9-2020   | Осло                   | Норвегія           | 1 – 2     | Австрія           | Ліга націй УЄФА 2020-2021 - 1-й етап | -    |          |
| 7-9-2020   | Відень                 | Австрія            | 2 – 1     | Північна Ірландія | Ліга націй УЄФА 2020-2021 - 1-й етап | -    |          |
| 7-10-2020  | Клагенфурт-ам-Вертерзе | Австрія            | 2 – 1     | Греція            | товариський матч                     | -    | 46'      |
| 14-10-2020 | Плоєшті                | Румунія            | 0 – 1     | Австрія           | Ліга націй УЄФА 2020-2021 - 1-й етап | -    | 53'      |
| 31-3-2021  | Відень                 | Австрія            | 0 – 4     | Данія             | Відбір до ЧС 2022                    | -    | 82'      |
| 6-6-2021   | Відень                 | Австрія            | 0 – 0     | Словаччина        | товариський матч                     | -    | 78'      |
| 4-9-2021   | Хайфа                  | Ізраїль            | 5 – 2     | Австрія           | Відбір до ЧС 2022                    | -    |          |
| 9-10-2021  | Торсгавн               | Фарерські острови  | 0 – 2     | Австрія           | Відбір до ЧС 2022                    | -    | 65'      |
| 12-10-2021 | Копенгаген             | Данія              | 1 – 0     | Австрія           | Відбір до ЧС 2022                    | -    |          |
| 15-11-2021 | Клагенфурт-ам-Вертерзе | Австрія            | 4 – 1     | Молдова           | Відбір до ЧС 2022                    | -    | 81'      |
| 6-6-2022   | Відень                 | Австрія            | 1 – 2     | Данія             | Ліга націй УЄФА 2022-2023 - 1-й етап | -    | 63'      |
| 22-9-2022  | Сен-Дені               | Франція            | 2 – 0     | Австрія           | Ліга націй УЄФА 2022-2023 - 1-й етап | -    | 69'      |
| 25-9-2022  | Відень                 | Австрія            | 1 – 3     | Хорватія          | Ліга націй УЄФА 2022-2023 - 1-й етап | -    | 55' 62'  |
| 16-11-2022 | Малага                 | Андорра            | 0 – 1     | Австрія           | товариський матч                     | -    |          |
| 20-11-2022 | Відень                 | Австрія            | 2 – 0     | Італія            | товариський матч                     | -    | 87'      |
| Усього     |                        | Матчів             | 20        |                   | Голів                                | 1    |          |

## Особисте життя
Його старший брат Філіпп (нар. 1994) також є футболістом.